# Craig J. Nevius
Craig J. Nevius – amerykański dramaturg, scenarzysta i producent filmowy. Jest właścicielem Windmill Entertainment LLC, firmy zajmującej się rozwojem i produkcją telewizyjną, która specjalizuje się zarówno w projektach opartych na scenariuszu, jak i nie, o atrakcyjności dla popkultury.

## Kariera

### Dramaturg
Urodzony w Chicago, Nevius rozpoczął swoją profesjonalną karierę pisarską w wieku 17 lat, uczęszczając do William Fremd High School w Palatine, Illinois. Będąc tam studentem, napisał Class Dismissed, sztukę o idealistycznym, ale zirytowanym nauczycielu angielskiego, który przetrzymuje swoich pięciu najtwardszych uczniów jako zakładników w klasie, aby dać im specjalną lekcję życia. Sztuka została opublikowana przez Samuel French, Inc., co czyni Neviusa najmłodszym opublikowanym dramatopisarzem w historii. Nevius był następnie autorem dwóch innych sztuk: The Men’s Room i Where the Heart Is, z których oba zostały oryginalnie wyprodukowane przez Chicago’s Group Theatre i wyreżyserowane przez Neviusa.

### Scenarzysta
Po studiach dramatopisarstwa i reżyserii na Carnegie Mellon University Nevius przeniósł się do Hollywood, aby zająć się filmem i telewizją. Swoje doświadczenia z college’u i teatru wykorzystał przy tworzeniu swojego pierwszego scenariusza, komedii romantycznej Szczęśliwi razem, która zdobyła nagrodę Columbia Pictures Focus Award i została wyprodukowana przez Apollo Pictures. W filmie wystąpił Patrick Dempsey jako introwertyczny dramaturg, który przez pomyłkę został przydzielony do tego samego pokoju w akademiku co ekstrawertyczna aktorka grana przez Helen Slater. Szczęśliwi razem wyróżnia się udziałem Brada Pitta (przed Thelma & Louise) w swojej pierwszej roli filmowej. Pitt został obsadzony przez Neviusa, gdy producent i reżyser nie mogli zdecydować między Pittem a innym nieznanym aktorem.

### Współpraca z Rogerem Cormanem
Po zakończeniu prac nad filmem Szczęśliwi razem Nevius rozpoczął współpracę ze znanym niskobudżetowym producentem i reżyserem Rogerem Cormanem. Pracując dla Cormana, Nevius rozpoczął także drugą karierę jako producent. Napisał i wyprodukował kilka gatunków, od thrillera trzymającego w napięciu (Ladykiller (1996) z Ben Gazzara i Death’s Door z Davidem Carradine’em) po komedię familijną (Stepmonster (1993) z Alanem Thicke i A Very Unlucky Leprechaun (1998) z Warwickiem Davisem) do gotyckiego horroru (Hellfire (1995) z udziałem Bena Crossa i Marquis De Sade (1996) z udziałem Nicka Mancuso). Większość z nich to typowe niskobudżetowe filmy eksploatacyjne Cormana.
Jego najbardziej godną uwagi współpracą z Cormanem była Fantastyczna Czwórka (1994), oryginalna filmowa wersja popularnej serii komiksów Marvel Comics o tym samym tytule. Wieloletni fan superbohaterów, Nevius wykorzystał okazję do pracy nad filmem. Niestety nikt z ekipy produkcyjnej nie wiedział, że film został zamówiony ze względów prawnych bez zamiaru jego dystrybucji. Właściciel praw do filmu, firma Constantin Film, miała wkrótce utracić prawo do własności, a jedynym sposobem na zachowanie praw było nakręcenie filmu – nawet jeśli nigdy nie miał zostać wydany. Film ostatecznie znalazł publiczność jako bootleg poprzez sprzedaż internetową i na konwencjach komiksowych.
Według wywiadu Neviusa z „The Sequential Tart”, projekt The Fantastic Four był ważny, ponieważ utorował drogę filmowi Black Scorpion, napisanemu przez Neviusa i wyprodukowanemu przez Cormana i pierwotnie wyemitowanemu w Showtime. Jego kontynuacja, Black Scorpion 2: AfterShock, w której w roli tytułowej wystąpiła także Joan Severance, została napisana i wyprodukowana przez Neviusa. David Bianculli, krytyk telewizyjny New York Daily News, nazwał serial „pomysłową mini-franczyzą”.
Mini-franczyza przeniosła się z Showtime do Syfy z 22 jednogodzinnymi odcinkami Black Scorpion. Joan Severance została zastąpiona przez Michelle Lintel. W serialu pojawił się także Adam West, telewizyjny oryginalny Batman, jako astmatyczny arcy-wróg Czarnego Skorpiona. Nevius napisał także rolę Clockwise, kolejnego superzłoczyńcy, dla Franka Gorshina (serial telewizyjny „Zagadka”). Seria wyróżniała się również obsadzeniem kilku Playboy Playmates i modelek jako „Bad Girls”, w tym Victorii Silvstedt i Julie McCullough. Seria otrzymała m.in. Nagrodę Złotego Jabłka za doskonałość w filmowym przedstawieniu science fiction i fantasy.

### Dalsza kariera
W 2004 roku wraz z Nancy Valen Nevius założył firmę Windmill Entertainment, która koncentruje się na projektach telewizyjnych opartych na scenariuszu i bez niego, które przyciągają uwagę popkultury.
Wśród pierwszych produkcji firmy znalazł się doceniony przez krytyków reality show W pogoni za Farrah (z Farrah Fawcett i Ryanem O’Nealem w rolach głównych), który ustanowił rekordy oglądalności dla TV Land. David Bianculli, krytyk telewizyjny The New York Daily News, przyznał mu trzy gwiazdki, pisząc: „W gatunku zwanym rzeczywistością to rzadkość”.
Następnie Nevius i jego firma zwrócili się do innej ikony telewizji: Williama Shatnera. Efektem współpracy był „Shatner in Concert”, hybryda muzyki i rzeczywistości, w której biograficzne piosenki pisane i wykonywane przez Shatnera przeplatają się ze scenami z jego codziennego życia. W programie wystąpili Leonard Nimoy, Candice Bergen i Patrick Stewart, a także występy muzyczne Bena Foldsa, Brada Paisleya i Joe Jacksona.
W fazie rozwoju jest także Action Heroes, Inc. dla ABC i Fox TV Studios. Ta komedia akcji opowiada o trzech starzejących się bohaterach telewizyjnych, którzy są zbyt starzy, by odgrywać role, które przyniosły im sławę, więc otwierają agencję detektywistyczną, w której wykorzystują swoją hollywoodzką wiedzę na temat walki z przestępczością na prawdziwych ulicach Los Angeles z nieoczekiwanymi rezultatami. Projekt został opracowany z udziałem Williama Shatnera, Lee Majorsa i Roberta Wagnera. Inne projekty z udziałem Shatnera obejmują niedawno ogłoszony świąteczny film Las Vegas Santa z Shatnerem w tytułowej roli niezadowolonego Świętego Mikołaja, który przenosi się z bieguna północnego do Miasta Grzechu. Nevius współpracował także z Shatnerem przy adaptacji jego najlepiej sprzedających się powieści science-fiction do serii komiksów zatytułowanej „The Tek War Chronicles”, wydanej przez Bluewater Comics.